# Левченко, Валентин Григорьевич
Валентин Григорьевич Левченко (17 марта 1942, Житомир — 14 февраля 2004, Киев) — советский футболист, полузащитник.

## Биография
Воспитанник киевской детско-спортивной школы № 1. В 1959 году столичный «Арсенал» получила место в турнире класса «Б». Для выступления на более высоком уровне возникла потребность в усилении состава. Тренеры Иосиф Лифшиц и Аркадий Ларионов пригласили в свой коллектив Петра Зайца, Анатолия Матюхина, Виталия Соболева, Владимира Богдановича, Виктора Фомина, Игоря Балабу и Валентина Левченко. В первом сезоне молодой нападающий провел лишь треть матчей, а в следующем — стал лучшим бомбардиром «Арсенала» (18 забитых мячей).
На результативного форварда обратило внимание руководство киевского «Динамо», но в новой команде Левченко играл в основном на другой позиции — в середине поля. Под руководством Вячеслава Соловьева и Виктора Маслова провел четыре сезона, но так и не стал игроком основного состава. Всего за столичный клуб сыграл в 16 играх первенства СССР и 4 — Кубка СССР. Наибольшим достижением в этот период стала победа в чемпионате дублеров в 1963 и звание «Мастер спорта СССР». По итогам сезона был включен в список 33-х лучших футболистов Украины (под третьим номером).
11 октября 1964 защищал цвета сборной УССР против молодежной команды ГДР (2:0).
В 1965 году выступал за донецкий «Шахтёр», но в конце сезона вернулся в Киев. Карьеру продолжал в столичном СКА и винницком «Локомотиве». В 1970 году играл за ворошиловоградскую «Зарю» в высшей лиге. Оставил команду в разгаре сезона. Завершил карьеру в составе сумской команды «Фрунзенец».

## Статистика
| Сезон            | Команда               | Чемпионат | Чемпионат | Чемпионат | Кубок | Кубок |
| Сезон            | Команда               | Лига      | Игры      | Голы      | Игры  | Голы  |
| ---------------- | --------------------- | --------- | --------- | --------- | ----- | ----- |
| 1959             | «Арсенал» (Киев)      | Д-2       | 8         | 0         | —     | —     |
| 1960             | «Арсенал» (Киев)      | Д-2       | 26        | 18        | —     | —     |
| 1961             | «Динамо» (Киев)       | Д-1       | —         | —         | —     | —     |
| 1962             | «Динамо» (Киев)       | Д-1       | 3         | 3         | —     | —     |
| 1963             | «Динамо» (Киев)       | Д-1       | 9         | 1         | 2     | 0     |
| 1964             | «Динамо» (Киев)       | Д-1       | 4         | 1         | 2     | 1     |
| 1965             | «Шахтёр» (Донецк)     | Д-1       | 19        | 2         | —     | —     |
| 1966             | СКА                   | Д-2       | 25        | 3         | —     | —     |
| 1967             | «Локомотив» (Винница) | Д-2       | 30        | 1         | —     | —     |
| 1968             | «Локомотив» (Винница) | Д-2       | 39        | 3         | 2     | 0     |
| 1969             | «Локомотив» (Винница) | Д-2       | 39        | 1         | 1     | 0     |
| 1970             | «Заря»                | Д-1       | 8         | 1         | 1     | 0     |
| 1971             | «Спартак»             | Д-3       |           | 1         | —     | —     |
| 1972             | «Фрунзенец»           | Д-3       |           |           | —     | —     |
| Всего за карьеру | Всего за карьеру      | Д-2       | 167       | 26        | 8     | 1     |
| Всего за карьеру | Всего за карьеру      | Д-1       | 43        | 8         | 8     | 1     |